# Casa de las Torres
La Casa de las Torres o Palacio de los Dávalos es un palacio civil situado en la ciudad de Úbeda, provincia de Jaén. 

## Historia
Declarado monumento nacional, es la sede en la actualidad de la Escuela de Arte (antigua Escuela de Artes Aplicadas y Oficios Artísticos de la ciudad). Palacio originalmente medieval, construido por el Condestable Ruy López Dávalos, sufre diversos cambios en su construcción a lo largo de los siglos de cuya autoría y fecha de edificación exacta se conoce poco. Se tiene constancia firme de una nueva edificación, erigida sobre el viejo edificio y solar de los Dávalos, hacia 1520. En 1934, el ayuntamiento, preocupado con su conservación, permutó unas tierras a cambio de la titularidad del dicho palacio, haciéndole grandes mejoras. En 1943 se instala la Escuela de artes y oficios y el Museo Municipal.

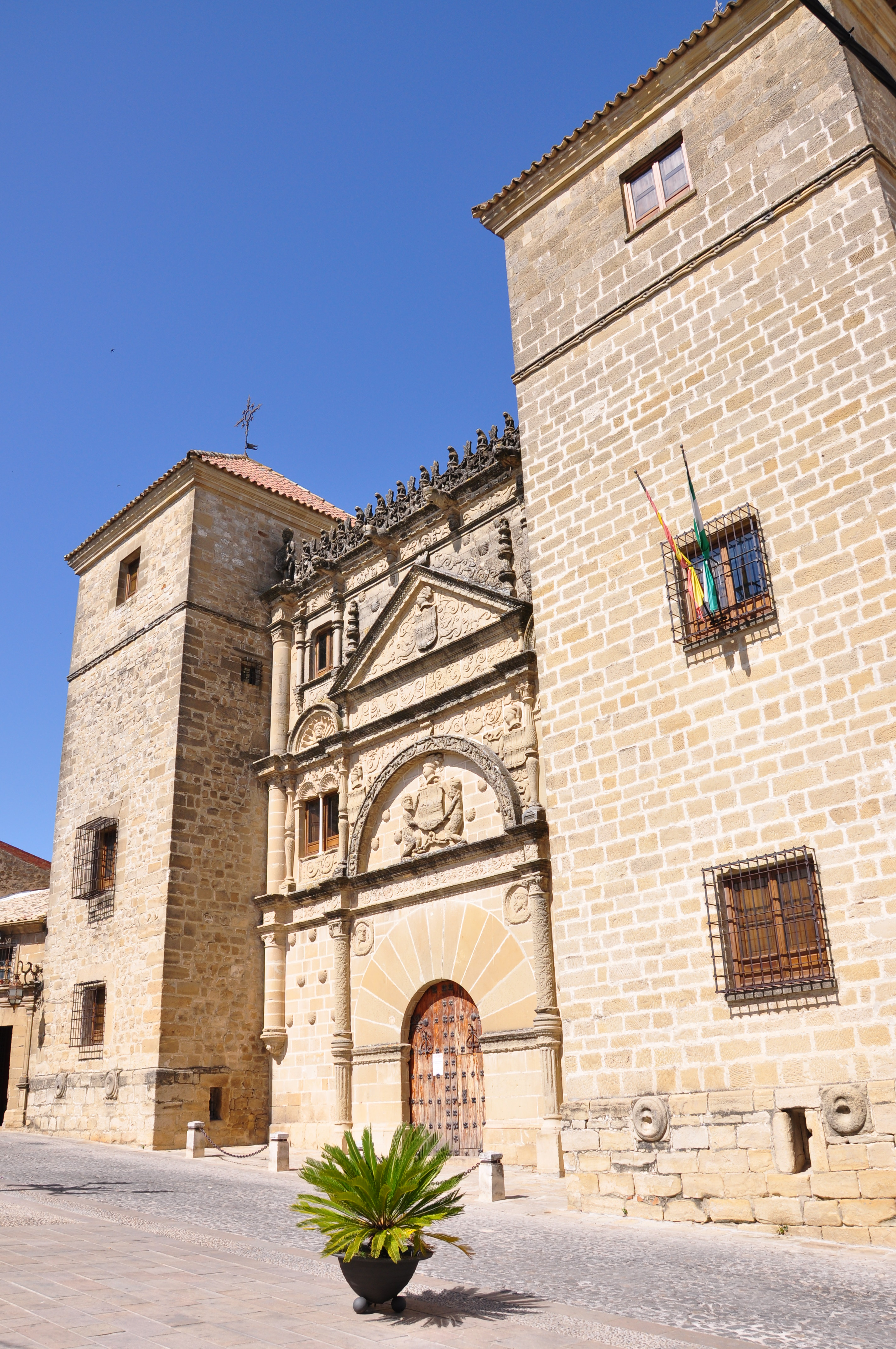
Estado actual de la Casa de las Torres, emplazada hacia 1520 sobre el antiguo solar de los Dávalos, Condestables de Castilla, exiliados a Italia desde Valencia donde se tuvieron que transterrar, después de 1420, poderosa familia italiana en los siglos y de antepasados ubetenses titulares del Marquesado de Pescara, 1532, y/o Marquesado del Vasto, 1521.

## Descripción
El palacio es un modelo de alcázar urbano torreado. De aire medieval, mezcla elementos renacentistas. Tiene una bella portada plateresca de estilo castellano, dividida en tres cuerpos y flanqueada por dos torres que le dan nombre. Las torres constituyen, en el prototipo ideal de casa del XVI, un elemento de gran prestigio. Actualmente están más rebajadas que las originales.
En el interior, se encuentra un armonioso patio renacentista rodeado de doble arcada de columnas. La galería superior, con sus arquivoltas imbricadas, ofrece una atractiva alternancia de escudos y clásicos tondos. Un doble ábaco sobre los capiteles refuerza el carácter mudéjar del mismo. Este patio constituyó un referente para los patios del Hospital de Santiago, 1562-1575, Monumento Bien de Interés Cultural 03/04/1917, y del Palacio Juan Vázquez de Molina.

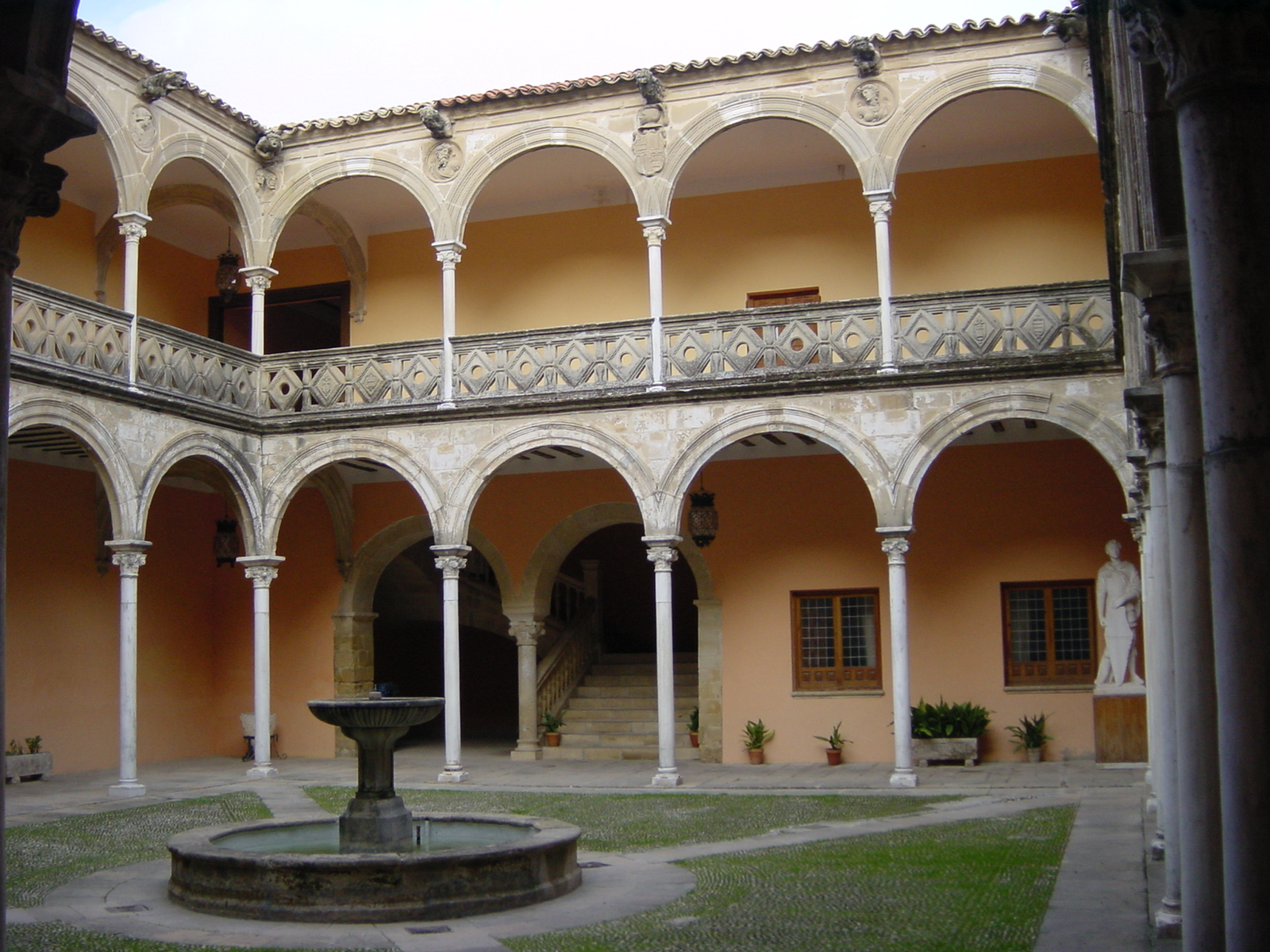
Patio de la Casa las Torres.